# Enicospilus hookeri
Enicospilus hookeri là một loài tò vò trong họ Ichneumonidae.